# П'єр Нжанка
П'єр Нжанка (фр. Pierre Njanka, нар. 15 березня 1975, Дуала) — камерунський футболіст, який виступав на позиції захисника. Захищав кольори, зокрема, клубу «Страсбур», а також національної збірної Камеруну.
Володар Кубка Франції. У складі збірної — володар Кубка африканських націй.

## Клубна кар'єра
У дорослому футболі дебютував 1993 року виступами за команду клубу «Тігре Доуала». Потім захищав кольори камерунських клубів «Раіль» (Дуала) та «Олімпік» (Мвольє). У сезоні 1998/99 років, по завершенню Чемпіонату світу 1998, виступав у швейцарському клубі «Ксамакс». Партнерами по команді в швейцарському клубі були його співвітчизники Жозеф Н'До та Огюстен Сімо. 24 поєдинки, які Нжака провів у швейцарському чемпіонаті, у поєднанні з вдалими діями захисників клубу виявилися достатніми для того, щоб отримати запрошення до Франції. Двох гравців «Ксамаксу», Нжаку та Н'До запросив «Страсбур» й обоє погодилися перейти до цієї команди. У Лізі 1 дебютував 31 липня 1999 року у поєдинку проти «Лансу», в якому команда зі Стасбура перемогла з рахунком 1:0. У складі клубу на Стад де ла Мено відіграв два повних сезони, разом з ним виграв кубок Франції 2001 року. У фінальному поєдинку «Страсбур» в серії післяматчевих пенальті обіграв «Ам'єн». У 2000 році побував на перегляді в складі представника англійської Прем'єр-ліги «Сандерленда», а в липні того ж року в рамках передсезонних зборів англійського клубу зіграв у контрольному поєдинку проти «Мехелена». У розпал сезону 2001/02 років був орендований на півроку англійським «Портсмутом». По завершенні сезону повернувся до Франції, а під час перерви сезону 2002/03 років перейшов у «Седан» (дебютував за нову команду 17 серпня в нічийному (1:1) поєдинку проти «Гавра»), з яким вилетів до Ліги 2 й протягом двох сезонів був резервним гравцем, але разом з командою дійшов до фіналу кубку Франції. Однак у фіналі «Седан» поступився «Осеру», 1:2. Наступним клубом П'єра був «Істр», який напередодні його переходу вилетів з Ліги 1. Зігравши там 14 матчів Нжанка перейшов до туніського «Стад Тунізьєн», після чого опинився в іншому туніському клубі — «Клуб Африкен». У сезоні 2007/08 років був гравцем меккинського «Аль-Вахда». У першій половині 2008 року виїхав до Індонезії, де виступав за місцеві клуби «Персіджа», «Арема», «Асех Юнайтед» та «Мітра Кукар». Завершив професіональну кар'єру футболіста у клубі «Персісам Путра», за команду якого виступав протягом 2012—2013 років.

## Виступи за збірну
1998 року дебютував в офіційних матчах у складі національної збірної Камеруну. П'єр виступав на двох чемпіонатах світу, 1998 та 2002 років. Під час Чемпіонату світу з футболу у Франції він зіграв усі три матчі, а в поєдинку проти Австрії увійшов до списку бомбардирів, вивівши Камерун вперед на 77-й хвилині. Проте на 90-й хвилині Тоні Польстер зрівняв рахунок й матч завершився з нічийним рахунком. У поєдинку проти Італії отримав жовту картку. Натомість на чемпіонаті світу в Кореї та Японії зіграв лише 84 поєдинки в переможному (1:0) матчі проти Саудівської Аравії. Його замінив П'єр Воме. У перерві між цими турнірами виступав на Кубку африканських націй 2000 року у Гані та Нігерії, де того року здобув титул континентального чемпіона та розіграшу Кубка конфедерацій 2001 року в Японії і Південній Кореї. Також брав участь у Кубку Конфедерації 2003 року, на якому Камерун посів 2-е місце, поступившись у фіналі Франції. Вирішальним (на той час) виявився золотий гол на 97-й хвилині Тьєррі Анрі. У 2002 році Нжанка разом зі збірною виграв золоті медалі Кубку африканських націй 2002, перемігши з рахунком 3:2 у фіналі Сенегал. Учасник Кубку африканських націй 2004 року у Тунісі. Протягом кар'єри у національній команді, яка тривала 6 років, провів у формі головної команди країни 47 матчів, забивши 2 м'ячі.

## Статистика виступів

### Клубна
| Сезон   | Клуб                | Країна            | Прапор            | Змагання                   | Матчі | Голи |
| ------- | ------------------- | ----------------- | ----------------- | -------------------------- | ----- | ---- |
| 1995    | «Олімпік» (Мвольє)  | Камерун           | Камерун           | Прем'єр дивізіон           | ?     | ?    |
| 1996    | «Олімпік» (Мвольє)  | Камерун           | Камерун           | Прем'єр дивізіон           | ?     | ?    |
| 1997    | «Олімпік» (Мвольє)  | Камерун           | Камерун           | Прем'єр дивізіон           | ?     | ?    |
| 1998    | «Олімпік» (Мвольє)  | Камерун           | Камерун           | Прем'єр дивізіон           | ?     | ?    |
| 1998/99 | «Ксамакс»           | Швейцарія         | Швейцарія         | Суперліга                  | 24    | 0    |
| 1999/00 | «Страсбур»          | Франція           | Франція           | Ліга 1                     | 25    | 0    |
| 2000/01 | «Страсбур»          | Франція           | Франція           | Ліга 1                     | 20    | 0    |
| 2001/02 | «Страсбур»          | Франція           | Франція           | Ліга 2                     | 0     | 0    |
| 2001/02 | «Портсмут»          | Англія            | Англія            | Чемпіонат ліги             | 0     | 0    |
| 2002/03 | «Страсбур»          | Франція           | Франція           | Ліга 1                     | 0     | 0    |
| 2002/03 | «Седан»             | Франція           | Франція           | Ліга 2                     | 9     | 0    |
| 2004/05 | «Седан»             | Франція           | Франція           | Ліга 2                     | 20    | 0    |
| 2005/06 | «Істр»              | Франція           | Франція           | Ліга 2                     | 14    | 0    |
| 2005/06 | «Стад Тунізьєн»     | Туніс             | Туніс             | Туніська професійна ліга 1 | 5     | 0    |
| 2006/07 | «Клуб Африкен»      | Туніс             | Туніс             | Туніська професійна ліга 1 | ?     | ?    |
| 2007/08 | «Аль-Вахда» (Мекка) | Саудівська Аравія | Саудівська Аравія | Перша ліга                 | ?     | ?    |
| 2008/09 | «Персіджа»          | Індонезія         | Індонезія         | Суперліга                  | ?     | ?    |
| 2009/10 | «Арема»             | Індонезія         | Індонезія         | Суперліга                  | 31    | 6    |
| 2010/11 | «Арема»             | Індонезія         | Індонезія         | Суперліга                  | 8     | 4    |
| 2010/11 | «Асех Юнайтед»      | Індонезія         | Індонезія         | Суперліга                  | 12    | 2    |
| 2011/12 | «Мітра Кукар»       | Індонезія         | Індонезія         | Суперліга                  | 11    | 1    |
| 2011/12 | «Персісам Путра»    | Індонезія         | Індонезія         | Суперліга                  | 14    | 1    |
| 2012/13 | «Персісам Путра»    | Індонезія         | Індонезія         | Суперліга                  | 15    | 1    |

## Титули й досягнення

### Клубні
«Страсбур»
- Кубок Франції
  -  Володар (1): 2000/01

«Седан»
- Кубок Франції
  -  Фіналіст (1): 2004/05

«Клуб Африкен»
- Кубок Тунісу
  -  Фіналіст (1): 2005/06

«Арема»
- Суперліга Індонезії
  -  Чемпіон (1): 2009/10

### Збірна
- Кубок африканських націй
  -  Володар (1): 2000
- Кубок конфедерацій
  -  Фіналіст (1): 2003